# Even as Eve
Even as Eve er en amerikansk stumfilm fra 1920 af B. A. Rolfe.

## Medvirkende
- Grace Darling som Eileen O'Hara
- Ramsey Wallace som Lansing
- E. J. Ratcliffe som Peyster Sproul
- Sally Crute som Agatha Sproul
- Marc McDermott som O'Hara
- Gustav von Seyffertitz som Amasu Munn
- John Goldsworthy som De Witt Courser
- John L. Shine som Hyssop
- Robert Paton Gibbs som Brent
- Diana Allen